# Salvatore Dell'Utri
Salvatore Dell'Utri (Caltanissetta, 9 agosto 1923 – Caltanissetta, 13 luglio 2011) è stato un politico italiano.

## Biografia
Docente di filosofia, pedagogia e psicologia, viene eletto alla Camera dei Deputati nel 1994 con il MSI-AN. Conclude il proprio mandato parlamentare nel 1996.
Muore all'età di 87 anni, nel luglio del 2011.